# 東門駅 (台南市)
東門駅（とうもんえき）はかつて台湾台南市東区にあった台湾鉄路管理局縦貫線及び台湾糖業鉄道関廟線の駅（廃駅）。

## 歴史

### 台鉄東門駅
- 1931年8月1日  - 東門町乗降場（歴史的仮名遣：たうもんちやう-）として開業した[1]。気動車のみが停車した。
- 1942年 - 第二次世界大戦時に石油の欠乏により気動車の運行は停止した。
- 1952年7月1日 - 戦後に東門駅として復活した。
- 1971年頃に廃止となった。[2]

### 台湾糖業鉄道東門駅
- 1948年10月10日 - 関廟線が開通した。当時の台南駅は裕豊街と東門路の境界に設けられた。
- 1954年6月6日 - 関廟線の市内区間が路線変更となり、台鉄台南駅付近まで延伸されると同時に本駅が新設された。
- 1958年7月1日 - 廃止。
- 1969年5月20日 - 台南＝東門間の路線が廃止され本駅が終端駅として復活した。
- 1972年8月1日 - 全線で旅客取扱を廃止。

## 駅構造
- 台鉄
- 島式ホーム2面4線で2つのホームの間にある地上駅で、駅舎は無かった

### 保存状況
- 台鉄
  - ホーム跡が存在する。
- 台糖
  - 新樓医院の前に位置し、かつては台鉄に乗り換える事が可能だった。現在、痕跡は無い。

## 廃止前の利用状況
| 年       | 年間   | 年間   | 年間     | 年間   | 1日平均 | 1日平均 |
| 年       | 乗車   | 下車   | 乗降車計 | 出典   | 乗車    | 乗降車  |
| -------- | ------ | ------ | -------- | ------ | ------- | ------- |
| 1931年度 | 14,261 | 14,148 | 28,409   | [ 3 ]  | 58      | 116     |
| 1932年度 | 28,044 | 32,293 | 60,337   | [ 4 ]  | 77      | 165     |
| 1933年度 | 34,103 | 34,235 | 68,338   | [ 5 ]  | 93      | 187     |
| 1934年度 | 37,478 | 36,180 | 73,658   | [ 6 ]  | 103     | 202     |
| 1935年度 | 42,622 | 39,866 | 82,488   | [ 7 ]  | 116     | 225     |
| 1936年度 | 56,853 | 48,835 | 105,688  | [ 8 ]  | 156     | 290     |
| 1937年度 | 58,289 | 50,560 | 108,849  | [ 9 ]  | 160     | 298     |
| 1938年度 | 49,454 | 42,900 | 92,354   | [ 10 ] | 135     | 253     |
| 資料なし |        |        |          |        |         |         |

## 駅周辺
- 新樓医院
- 台湾府城大東門（迎春門）
- 東門圓環
- 台南神学院
- 新豊郡郡役所（解体、現復興市場）

## 隣の駅
台湾鉄路管理局
縦貫線（旧線）
台南駅 - 東門駅 - 南台南駅 - 保安駅
台湾糖業鉄道
関廟線（廃線）
台南駅 - 東門駅 - 徳光駅